# Tuparro
Tuparro je rijeka u Kolumbiji, lijeva pritoka rijeke Orinoco. Pripada atlantskom slijevu.